# Choltice (Litultovice)
Sídlo Choltice (německy Choltitz, polsky Chołcice) je základní sídelní jednotka městyse Litultovice, nacházející se v okrese Opava, v Moravskoslezském kraji.

## Historie
Osada byla založena roku 1846 Antonínem Sedlickým z Choltic. Původně patřily Choltice k Jezdkovicím, od roku 1948 k Litultovicím.

## Pamětihodnosti
- Větrný mlýn – technická památka, dřevěný mlýn německého typu, postaven roku 1833 v obci Sádek, do Choltic přenesen roku 1878